# پانا پانا
پانا پانا (انگلیسی: Pana Pana) نام یک منطقه مسکونی در کلمبیا است.